# Peponocyathus minimus
Peponocyathus minimus is een rifkoralensoort uit de familie van de Turbinoliidae. De wetenschappelijke naam van de soort is voor het eerst geldig gepubliceerd in 1937 door Yabe & Eguchi.